# Shorty (rapper)
Shorty, nascido Dalibor Bartulović, é um cantor de rapper croata de Vinkovci.

## Discografia
- 2004: 1,68
- 2007: Moj jedini način
- 2009: Velicina nije bitna